# Oyrarbakki
Oyrarbakki [ˈɔiɹaɹˌpaʰtʃɪ] (dänisch: Ørebakke) ist ein Ort der Färöer an der Westküste Eysturoys.

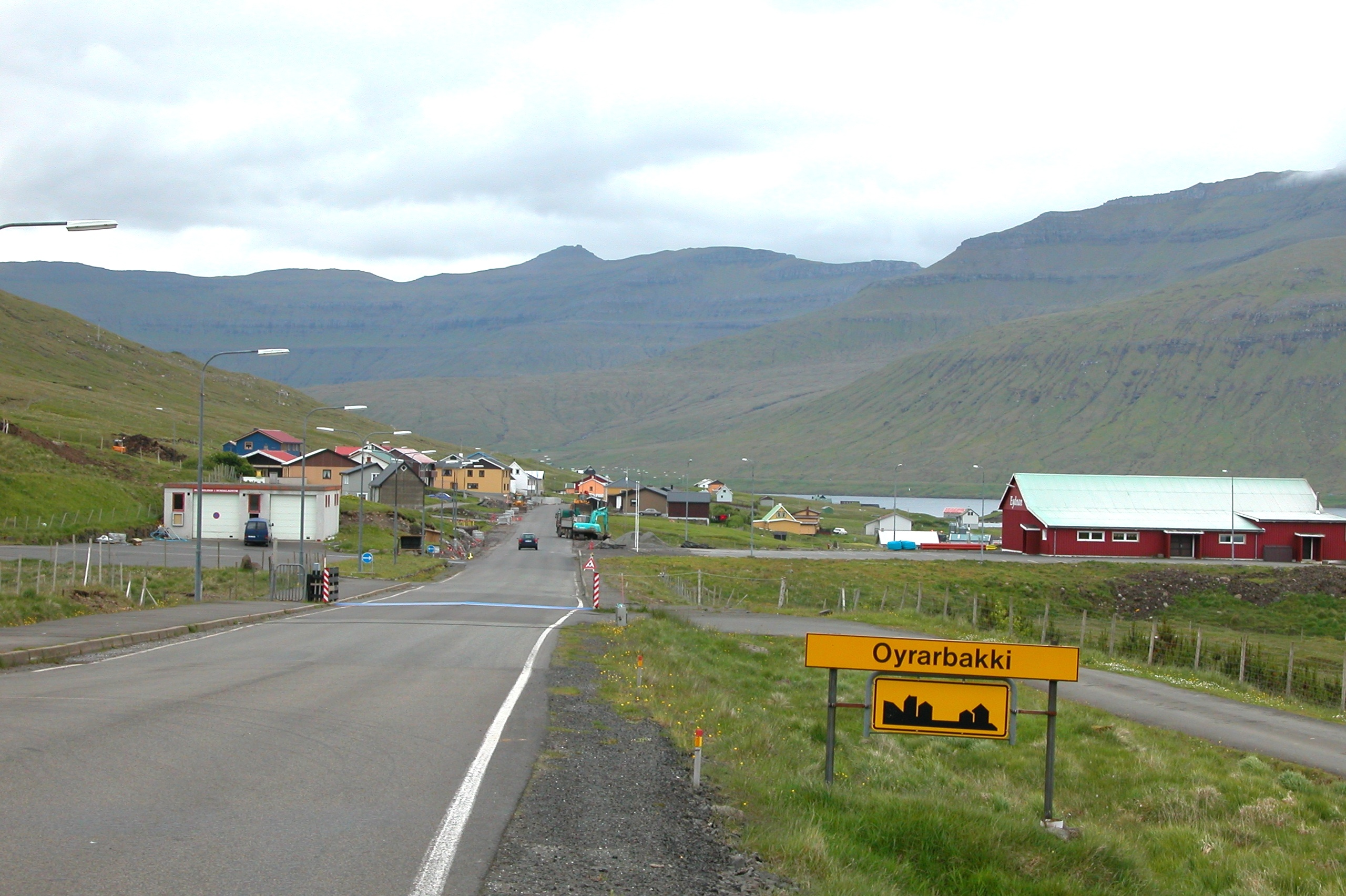
Ortseingang

Oyrarbakki liegt direkt südlich der Brücke über den Sund (Sundini) zur Hauptinsel Streymoy.
Das Ortsgebiet wurde erst ab 1924 besiedelt und damit ist der Ort der jüngste in der Gemeinde. Bedeutend ist das Schulzentrum von Oyrarbakki, das 120 Schüler aus 7 Kommunen besuchen. Oyrarbakki ist darüber hinaus auch der Mittelpunkt der Sunda kommuna, die hier den Sitz der Gemeindeverwaltung (kommunuskrivstovan) hat. Ebenfalls findet sich am Ort ein Postamt.
Durch die 1973 errichtete Streymin-Brücke, die über den Sund führt, und den 1976 erbauten Norðskálatunnilin ist die Gegend zwischen Oyrarbakki und Norðskáli ein Verkehrsknotenpunkt geworden, der durch nachfolgende Ansiedelung von Unternehmen zur weiteren Entwicklung der Gegend beigetragen hat.

## Bilder

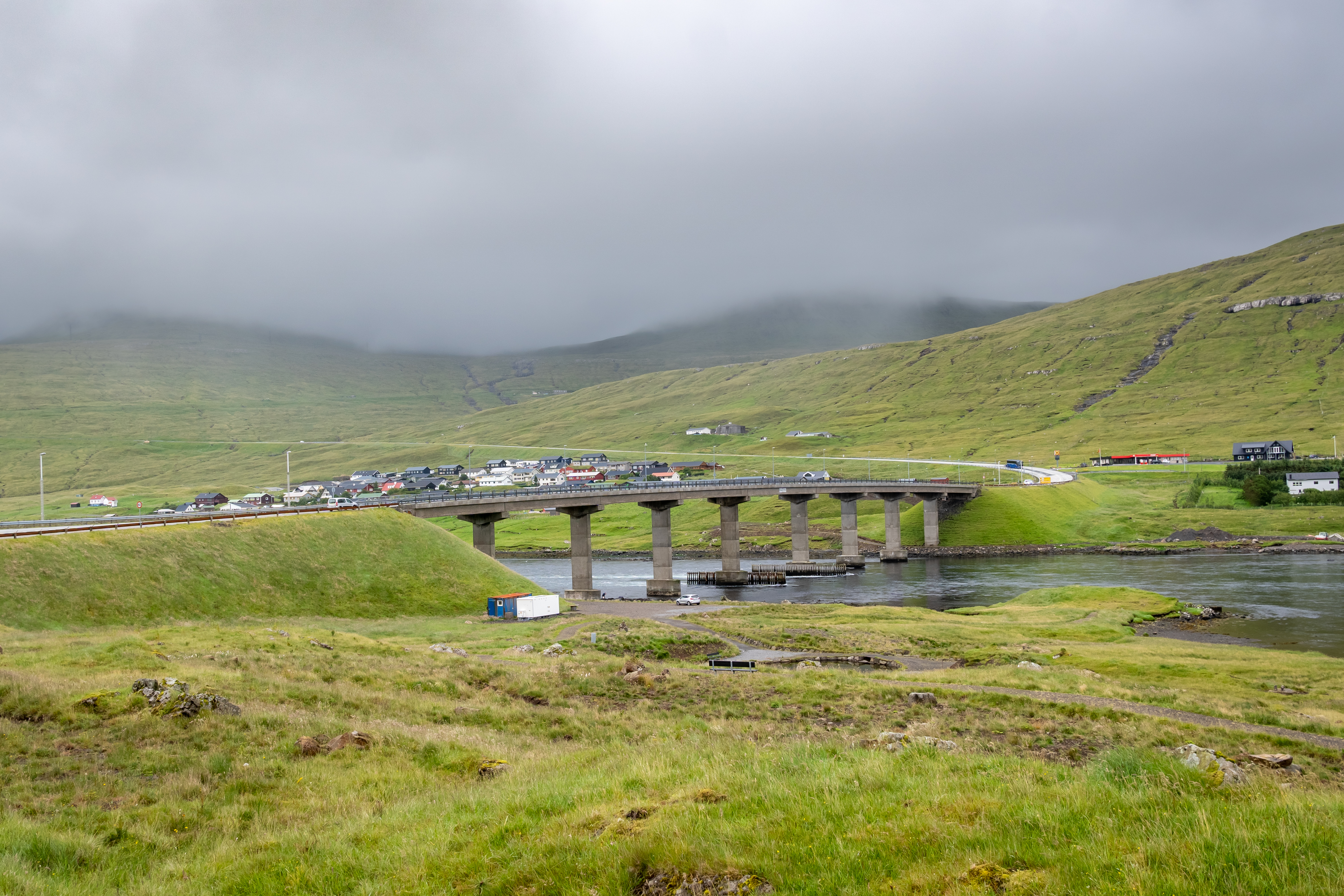
Die Brücke über den Sund zwischen Streymoy und Eysturoy bildet gleichzeitig die Grenze zwischen Oyrarbakki im Süden und Norðskáli im Norden.
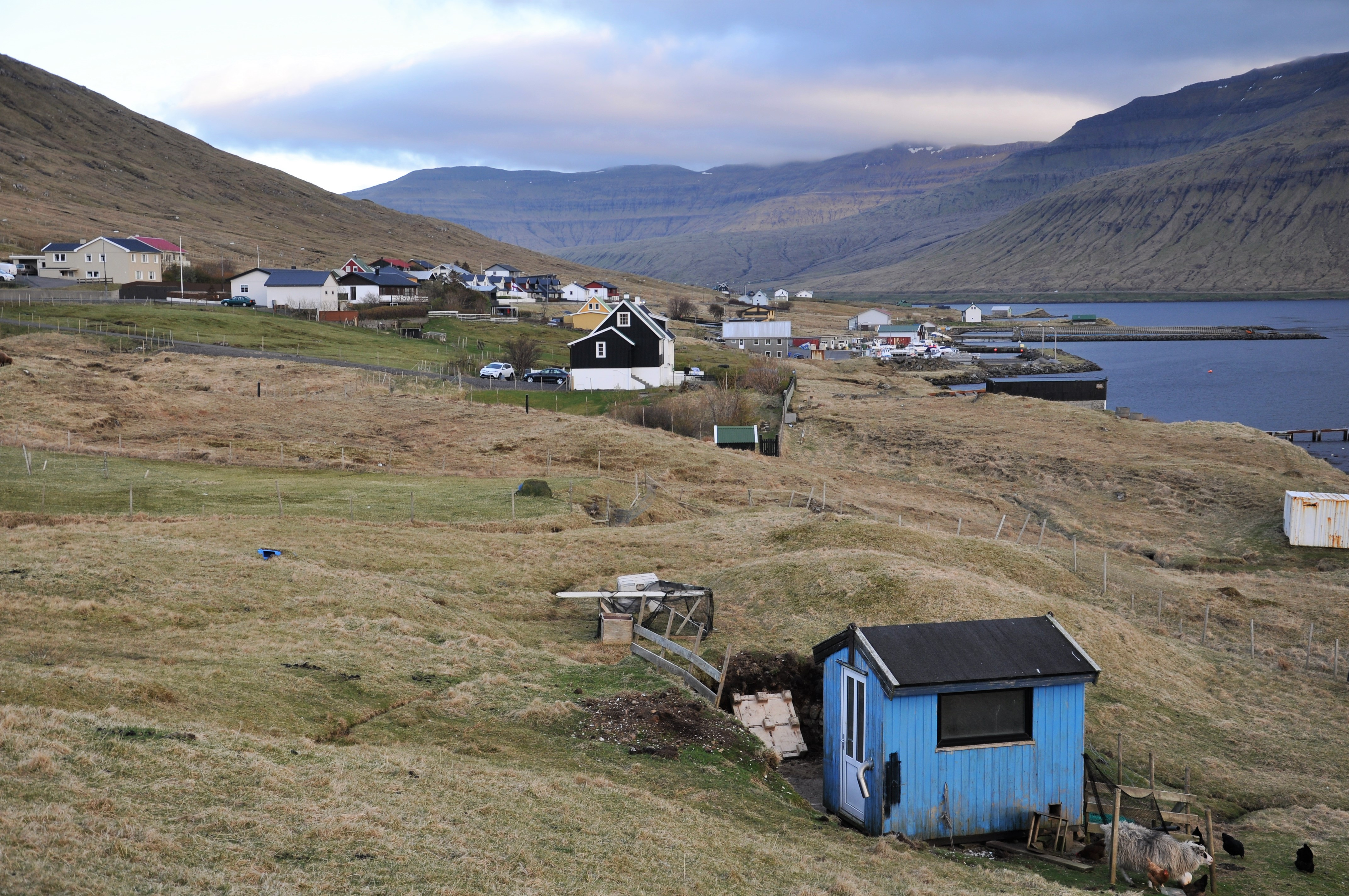
Blick auf das Dorf.
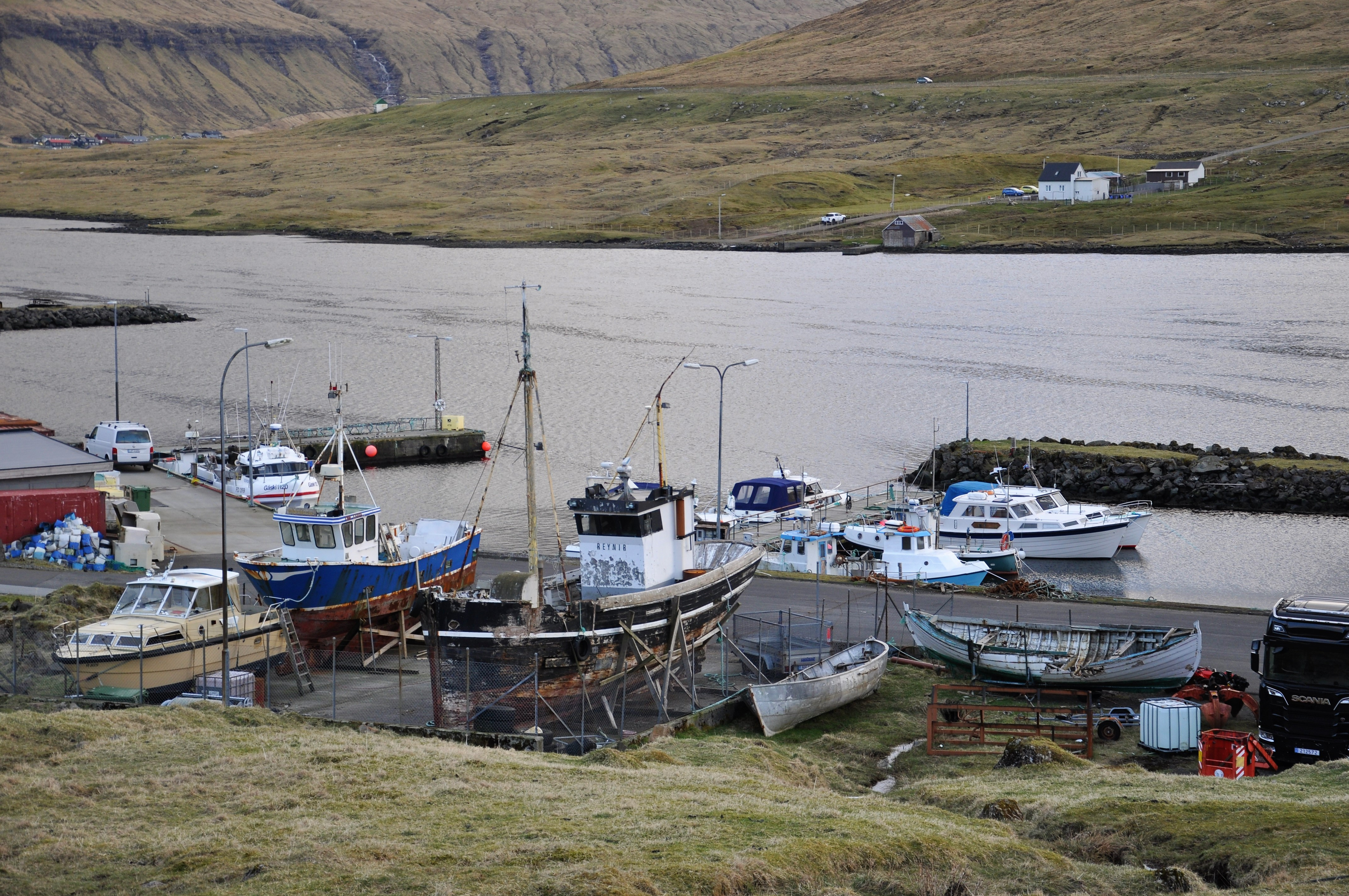
Hafen